# Iglesia de Albania caucásica

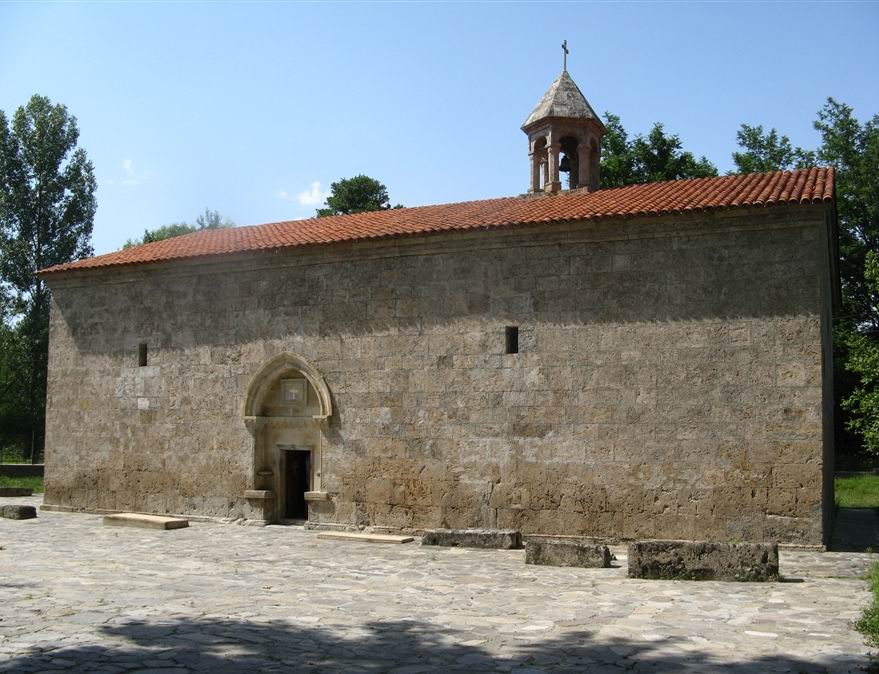
Iglesia de san Eliseo de los udíes en el pueblo de Nij, en el raión de Qəbələ (Azerbaiyán).

La Iglesia de Albania caucásica o Iglesia apostólica albana fue una antigua iglesia autocéfala, brevemente independiente. Más tarde cayó bajo la jurisdicción religiosa de la Iglesia apostólica armenia, que existió desde el siglo V hasta el año 1830 y se centró en la Albania caucásica, una región que abarca el actual norte de Azerbaiyán y el sur de Daguestán.  Fue una de las primeras iglesias cristianas nacionales.
A principios del siglo VIII, la iglesia trató de abrazar el cristianismo calcedonio, pero este intento fue frustrado por el resto de la Iglesia armenia con la ayuda de los árabes.
En la época medieval, el monasterio de Gandzasar servía como sede del catolicós de Aghvank de la Iglesia apostólica armenia, que siguió existiendo hasta 1828 (o 1876), cuando fue formalmente abolida por las autoridades rusas, tras la cesión forzosa de los últimos territorios del Cáucaso mantenidos bajo el dominio de Irán de la dinastía Kayar por el Tratado de Turkmenchay y la guerra ruso-persa (1826-1828).

## Antecedentes
Según Estrabón, que viajó a la región en el siglo I a. C., las tribus locales practicaban el politeísmo. Entre las deidades adoradas, Estrabón nombra a los dioses del sol, del cielo y, sobre todo, de la luna, y los equipara a los dioses griegos Helios, Zeus y Selene respectivamente. El esqueleto de un humano atado con grilletes encontrado en 1950, durante las excavaciones arqueológicas en Mingachevir, indica que los antepasados de los albaneses caucásicos practicaban el sacrificio humano.

## Orígenes del cristianismo en Albania caucásica

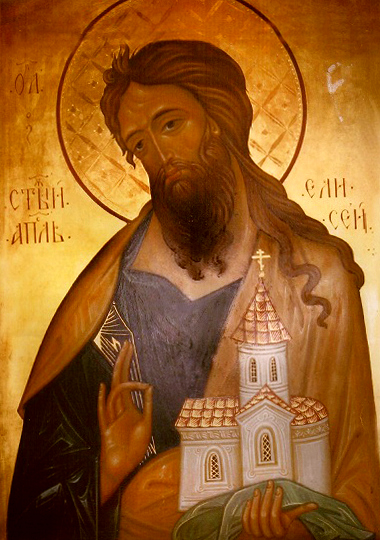
San Eliseo, patrono de la iglesia de Albania caucásica.

Según la tradición local, el cristianismo entró en la Albania caucásica en el siglo I a través de san Eliseo de Albania, discípulo de san Tadeo de Edesa. San Eliseo fue ordenado obispo por Santiago el Justo en Jerusalén, y viajó hacia el este a través de Persia para predicar el cristianismo en la tierra de los Maskout, una de las tribus caucásicas albanesas —hipotéticamente relacionada con los antiguos masagetas de Asia Central—. Desde allí viajó a Utik, a la ciudad de Saharn, pero fue perseguido desde allí por los paganos. Después de esto, llegó a un lugar llamado Gis donde construyó una iglesia, la primera en el Cáucaso, que hoy en día se cree que es la iglesia de Kish al norte de Şəki, Azerbaiyán. La iglesia fundada por san Eliseo fue considerada por los caucásicos albaneses como su «iglesia madre», que sentó las bases del cristianismo institucionalizado en el reino.
En su camino a través del Valle de Zerguni, san Eliseo fue martirizado, y sus restos fueron enterrados en un lugar llamado Homenķ. Más tarde fueron exhumados y enterrados de nuevo en el Monasterio Jrvshtik (en el actual raión de Tərtər).

### Bartolomé el Apóstol

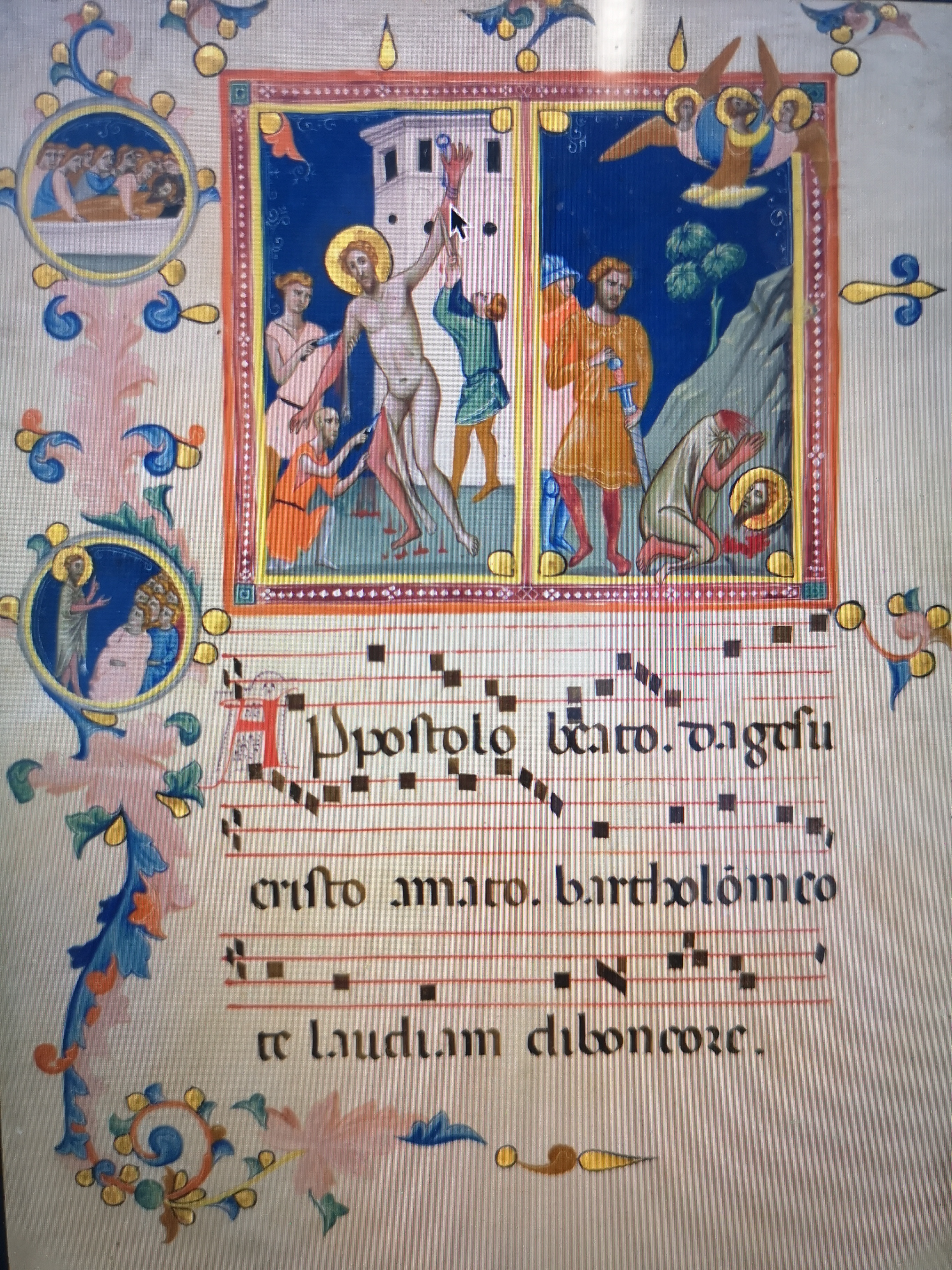
Manuscrito de san Bartolomé con el martirio del santo, en un ‘Laudario’, por Pacino di Buonaguida c.1340 Florencia.

Según el arzobispo e historiador del siglo VI san Sopronio de Chipre, en el año 71, san Bartolomé el Apóstol predicaba el cristianismo en la ciudad de Albana o Albanópolis, asociada a la actual Bakú o Derbent, ambas situadas a orillas del mar Caspio. San Bartolomé logró convertir incluso a miembros de la familia real local que habían adorado al ídolo Astaroth, sin embargo, más tarde fue martirizado al ser desollado vivo y crucificado cabeza abajo por orden del rey pagano Astyages. Los restos de san Bartolomé fueron trasladados en secreto a Mesopotamia. A principios del siglo XIX, cuando la Iglesia Ortodoxa Rusa se estableció en el sur del Cáucaso, se construyó una capilla en el sitio de una antigua iglesia caucásica albanesa en Bakú, junto a la Torre de la Doncella que se cree que fue el lugar del martirio de san Bartolomé. La capilla fue demolida en la época soviética, en 1936, en el fragor de la campaña bolchevique contra la religión.

## Historia de la Iglesia

### Difusión inicial del cristianismo en la Albania caucásica
Poco después de que Armenia adoptara el cristianismo como religión estatal (301 d. C.), el rey albanés del Cáucaso, Urnayr, acudió a la sede de la Iglesia apostólica armenia para recibir el bautismo de san Gregorio I el Iluminador, el fundador y primer catolicós de Armenia. Según el historiador Igor Kuznetsov, esto estableció la noción de la Iglesia apostólica armenia y su superioridad sobre la Iglesia de Albania caucásica. Los albaneses caucásicos, en cambio, pueden haber creído en la antigüedad de su iglesia, debido al papel de san Eliseo que, según la tradición presentada por Movsés Kaghankatvatsí, construyó una iglesia en sus tierras «antes que en Armenia».
Después de la muerte de Urnayr, los albaneses caucásicos solicitaron que el nieto de san Gregorio I el Iluminador, san Grigoris, dirigiera su iglesia. San Grigoris había sido ordenado obispo de la Albania caucásica y del reino de Iberia a la edad de 15 años y viajó por esas tierras predicando el cristianismo. Construyó la tercera iglesia conocida de la Albania caucásica en la ciudad de Tsri, en Utik. Durante su estancia en la tierra de los Maskout en el noreste de la Albania caucásica, san Grigoris fue atacado por una turba furiosa de adoradores de ídolos, atado a un caballo y desmembrado. Sus restos fueron enterrados cerca del Monasterio de Amaras —actualmente en la provincia de Martuni de la República de Nagorno-Karabaj— construido por su abuelo en el cantón de Haband en Artsaj.
Probablemente a principios del siglo V, un obispo local llamado Jeremías tradujo la santa Biblia al idioma de los albaneses caucásicos, es decir, el idioma del viejo udi. Los primeros extractos existentes de traducciones de partes de la Biblia al viejo udi provienen del siglo VII, y se basaron en su mayoría en traducciones armenias. Estas traducciones fueron comisionadas probablemente por el rey Javanshir.

### Lucha con el zoroastrismo persa
Según el historiador armenio del siglo V, Yeghishe Vardapet, en el año 450 el rey sasánida de Persia, Yazdegerd II, ordenó a los más altos nobles de Albania, Armenia y Georgia caucásica que vinieran a su capital en Ctesifonte con el propósito de obligarlos a convertirse al zoroastrismo. Antes de ir, los representantes de las tres naciones se prometieron mutuamente que nunca abandonarían su fe. Aunque, mientras estaban en Ctesifonte, los nobles cedieron, fueron colmados de regalos, y enviados de vuelta a sus tierras acompañados por sacerdotes zoroastrianos para establecer la religión en sus respectivas naciones, al volver a casa estos nobles fueron estimulados por el sentimiento popular a mantenerse más firmes en su fe cristiana y a rebelarse contra el rey Yazdegerd II bajo el liderazgo del general armenio Vardan Mamikonian. Las naciones cristianas unidas caucásicas de Albania, Armenia y Georgia perdieron en la batalla de Avarayr del año 451; sin embargo, al menos parte de la nación caucásica albanesa ha permanecido cristiana en algún grado incluso en los tiempos modernos.
A mediados del siglo V, bajo el rey Vache II, Albania caucásica adoptó en poco tiempo el zoroastrismo debido a la influencia persa. El retorno al cristianismo dio lugar a una guerra entre Persia y Albania caucásica, durante la cual Vache II de Albania perdió a su heredero. Ninguno de los dos bandos ganó; finalmente, Peroz I, el rey de Persia de 457 a 484, ofreció a Vache II la paz y el derecho a seguir siendo cristiano, pero únicamente si Vache permitía que su madre y su esposa, que eran persas y zoroástricas de nacimiento, volvieran a su patria. Vache cumplió, y vivió el resto de su vida en soledad.

### Edad de Oro
El cristianismo alcanzó su edad de oro a finales del siglo V bajo Vachagan III el Pío —gobernador entre los años 487-510—, que lanzó una campaña contra la adoración de ídolos y la brujería en Albania caucásica y desalentó el zoroastrismo. Aquellos que propagaban la adoración de ídolos eran castigados físicamente, esclavizados o condenados al ostracismo. El rey Vachagan III se encargaba personalmente de que sus hijos fueran llevados a escuelas y fueran educados como cristianos. Tomó parte activa en la cristianización de los albaneses caucásicos así como en el nombramiento de clérigos en los monasterios de todo su reino. Por orden suya, se descubrió y veneró el lugar de enterramiento de san Gregorio.
En el 488, el rey Vachagan III convocó el Concilio de Aghuen en su residencia de verano cerca del actual Mardakert. Durante el concilio se adoptó un códice de 21 párrafos que formalizaba y regulaba los aspectos importantes de la estructura, funciones, relación con el estado y estatus legal de la Iglesia.

### Proselitismo entre los hunos
En el siglo VI los hunos se establecieron en el norte del Cáucaso, en lo que hoy es Daguestán. En la época del gobierno de Javanshir (635-669), mantuvieron relaciones amistosas con Albania caucásica. El asesinato de Javanshir en el 669 provocó que los hunos lanzaran incursiones en el país en represalia por la muerte de su aliado. El nuevo gobernante Varaz-Tiridates I, que era sobrino de Javanshir, delegó en Israel, obispo de los Mets Kolmanķ, para persuadir al gobernante huno Alp Iluetuer de que pusiera fin a las acciones militares, ya que el pueblo de Albania caucásica no podía ser considerado responsable de un hecho cometido «por la mano de un hombre traicionero y vil». Durante su estancia en la tierra de los hunos en 681-682, el obispo Israel condenó sus creencias y prácticas paganas, y predicó el cristianismo. Sus conversos le ofrecieron establecer y dirigir un patriarcado allí a través de una petición especial enviada por Alp Iluetuer a Eliezer, catolicós de Albania caucásica. La petición fue rechazada debido a que Israel ya había sido asignado a una congregación en los Mets Kolmanķ. A pesar de que Israel mantuvo más contacto con los hunos, el cristianismo probablemente no sobrevivió entre estos últimos por mucho tiempo.

### Declive de la Iglesia
Tras el derrocamiento de Nersés en el 705, la élite albanesa caucásica decidió restablecer la tradición de que sus catolicós y que se ordenaran a través del Patriarca de Armenia, como ya sucedía antes del 590. Este acontecimiento se considera generalmente como la abolición de la Iglesia de la Albania caucásica por la pérdida de su autocefalia, y la reducción de su estatus jerárquico al de un cuerpo subordinado dentro de la Iglesia Apostólica Armenia.
La conquista árabe y la crisis de Calcedonia condujeron a una grave desintegración de la Iglesia de la Albania caucásica. A partir del siglo VIII, gran parte de la población local sufrió una islamización masiva. En el siglo XI ya había mezquitas prominentes en Bərdə, Qəbələ y Şəki, ciudades que habían sido centros del cristianismo caucásico albanés. Los albaneses caucásicos que se convirtieron al islam fueron con el tiempo asimilados a los grupos étnicos azeríes, iranios, lezguinos y tsajur, mientras que los que permanecieron cristianos se convirtieron gradualmente en los armenios de Şəki y Vartashen (Oğuz) por asimilación, o siguieron existiendo por su cuenta y se les conoció como el pueblo Udi.
Las tribus caucásicas albanesas de Hereti —la antigua provincia norteña del país que se independizó temporalmente del siglo IX al XI como autoproclamada sucesora de la Albania caucásica— fueron convertidas a la ortodoxia oriental por Dinar, reina de Hereti en el siglo X. Los asuntos religiosos de este pequeño principado eran ahora oficialmente administrados por la Iglesia ortodoxa georgiana. En el 1010, Hereti fue absorbido por el vecino reino georgiano de Kajetia. Finalmente, a principios del siglo XII, estas tierras se convirtieron en parte del reino de Georgia bajo el mandato de David IV de Georgia, finalizando el proceso de su georgianización.

### Catolicosado de Artsaj

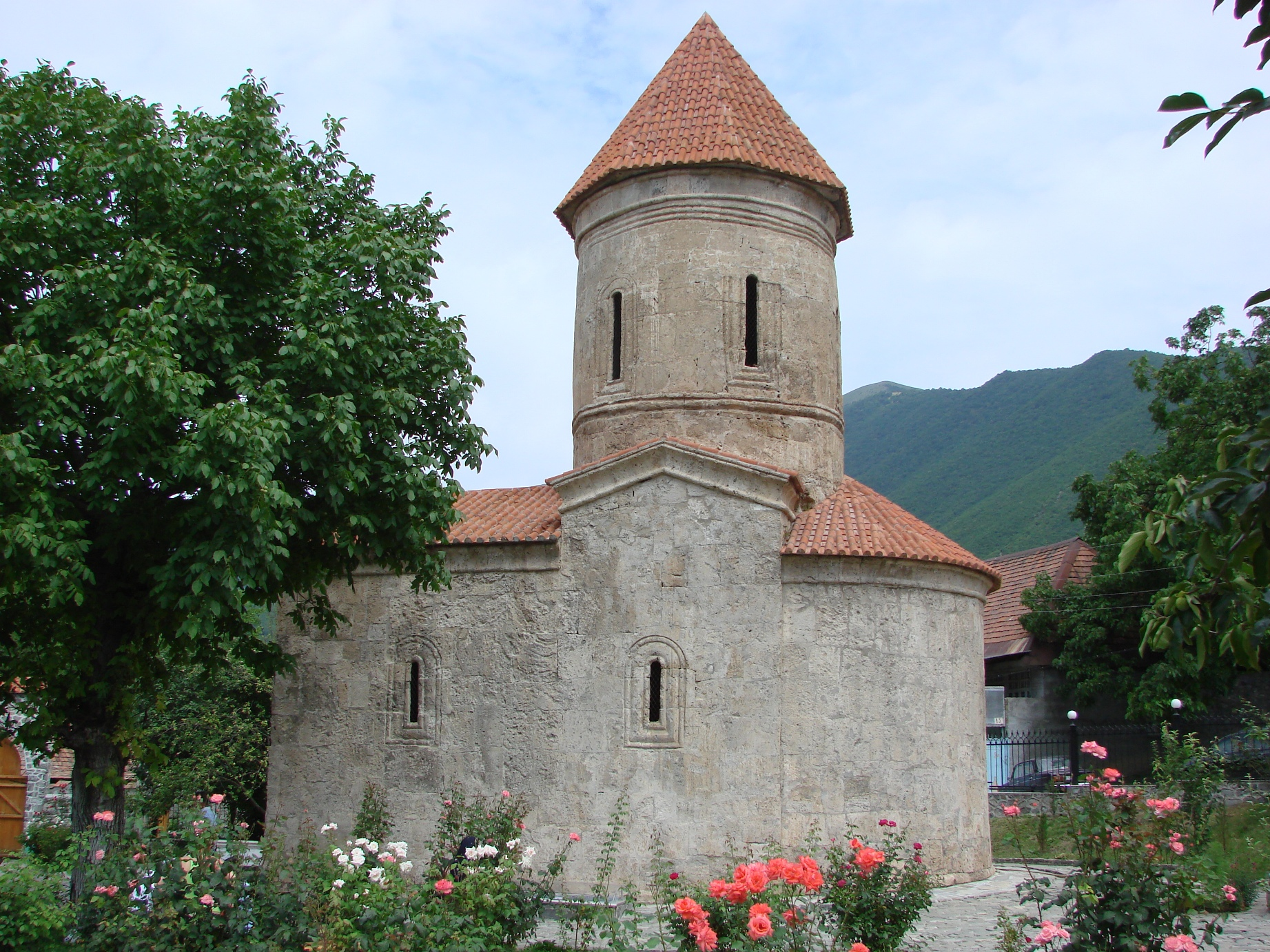
Vista lateral de la iglesia de Kish.

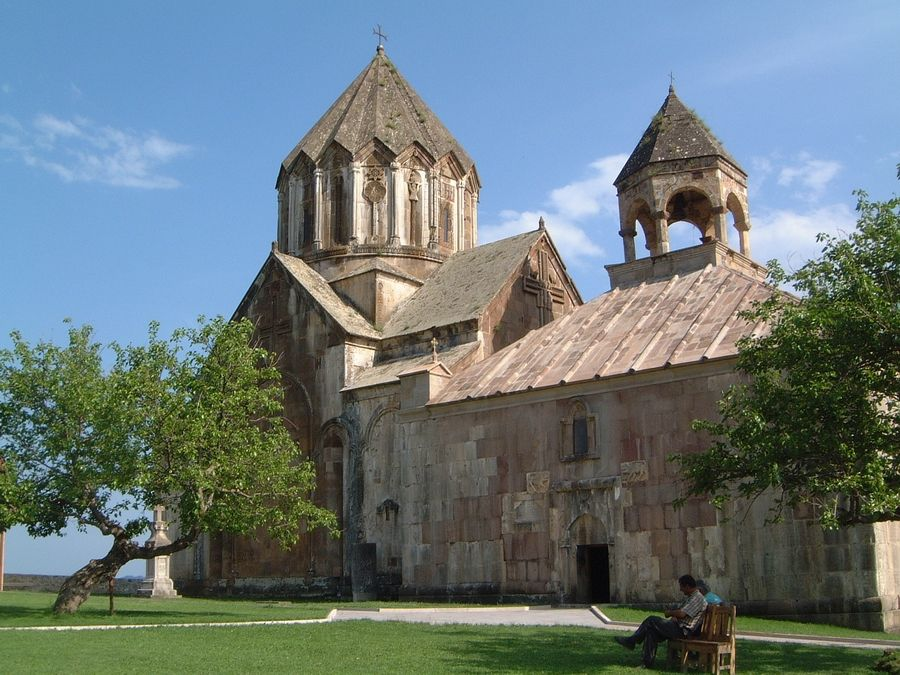
Monasterio de Gandzasar, sede del Catolicosado de Artsaj de la Iglesia apostólica armenia hasta el.

El Catolicosado de Artsaj o Gandzasar de la Iglesia apostólica armenia continuó existiendo hasta bien entrado el siglo XIX como una diócesis separada de esa iglesia. Hubo intentos de la Iglesia de Albania caucásica de adoptar el calcedonianismo y romper con el resto de la Iglesia armenia para ser autocéfala a mediados del siglo X, pero fueron suprimidos por el clero armenio con el apoyo del rey Ashot III. Después de la transferencia de la sede del patriarca armenio a Hromgla, Cilicia, en el siglo XII, los obispos albaneses caucásicos ya no apelaron a los primeros para ordenar sus catolicós. La orden original fue restaurada en 1634 después de que la sede del patriarca armenio regresara a Ejmiatsin. La sede del catolicosado caucásico albanés permaneció en Bərdə durante un tiempo. Alrededor de 1213, fue transferida al Monasterio de Khamshi al sur del raión de Gədəbəy. A partir de 1240, el Monasterio de Gandzasar creció en importancia, y en el siglo XV se convirtió en la sede de los catolicós albaneses caucásicos. A partir de ese período, los catolicós también fueron miembros de la familia del príncipe armenio de Gandzasar, la Casa de Hasan-Jalal.
Además de la antigua jurisdicción de la Iglesia de Albania caucásica, el catolicosado mantuvo el control de la diócesis armenia en la Horda de Oro en los siglos XIII y XIV, centrada en su capital, Sarai. A mediados del siglo XVIII, la vida religiosa de la comunidad armenia de Astracán también fue supervisada por el catolicosado albanés caucásico. A partir de principios del siglo XVIII, los Hasan-Jalal contribuyeron activamente a la conquista rusa del sur del Cáucaso. En 1815, dos años después de la conquista rusa del kanato de Karabaj, se abolió el cargo del catolicosado albano-caucásico y su jefe fue sustituido por un obispo metropolitano. En 1836, bajo el decreto de Nicolás I de Rusia que regulaba el estatus de la Iglesia apostólica armenia dentro del Imperio ruso, el cargo del obispo metropolitano caucásico-albanés fue abolido completamente. Sus jurisdicciones estaban subordinadas directamente a la Iglesia apostólica armenia como las Diócesis de Alto Karabaj y Şamaxı, así como el vicariato de Ganyá dentro del Consistorio de Tiflis de la Iglesia armenia.

### La moderna iglesia caucásica albano-udita

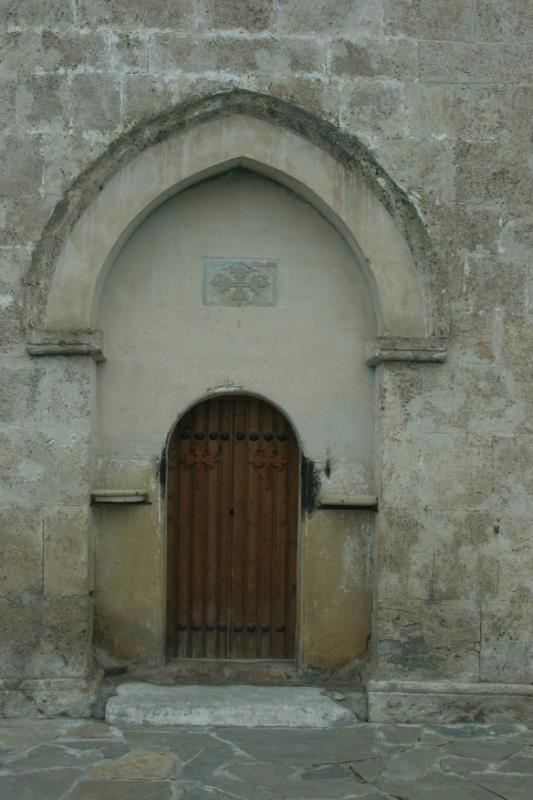
Iglesia de la comunidad de udíes en Nidj.

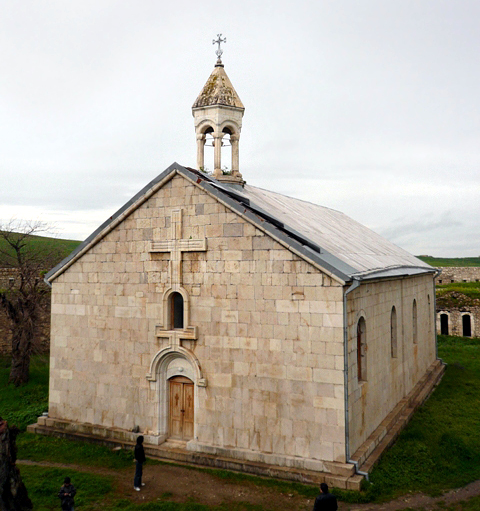
Monasterio de Amaras.

En 2003, la Comunidad cristiana caucásica albano-udi con sede en Nidj, Azerbaiyán, fue registrada en el Comité Estatal de Azerbaiyán para las Organizaciones religiosas.[48] Se estima que 6000 de los 10 000 udíes de todo el mundo viven en Azerbaiyán, incluidos 4400 en Nidj.

## Legado
En el último capítulo del libro II, Movsés Kaghankatvatsí enumera los monasterios que fueron establecidos por albaneses caucásicos en Jerusalén.
- Monasterio de Pand
- Monasterio de Mrouv
- Monasterio de San Teotokos de Partav
- Monasterio de Kałankatouyk
- Monasterio de San Teotokos de Artsakh
- Monasterio de San Gregorio de Amaras
- Otros cuatro monasterios sin nombre recuperados por los árabes en la época de Kaghankatvatsí.

Como resultado del actual enfrentamiento militar armenio-azerbaiyano, la Iglesia apostólica armenia no ha tenido representación oficial en Azerbaiyán fuera de Nagorno-Karabaj desde principios del decenio de 1990. Incluso en 1997, las iglesias de los lugares poblados por udíes seguían cerradas como resultado de la campaña antirreligiosa bolchevique del decenio de 1930.

## Estructura de la Iglesia

### Teología
La Iglesia de Albania caucásica estuvo representada en los primeros concilios ecuménicos y, a diferencia de otras iglesias ortodoxas orientales, aceptó en general el Credo de Calcedonia —doctrina que condena el monofisismo y propaga la doble naturaleza de Jesucristo— adoptado en el Cuarto Concilio Ecuménico de Calcedonia en el 451, que fue considerado como un retorno al nestorianismo por otras iglesias orientales.
Sin embargo, en el 491, los obispos caucásicos albaneses, junto con los catolicós armenios Babgen I y los obispos georgianos de Vagharshapat, decidieron rechazar el Concilio de Calcedonia. No era tanto la fórmula dogmática de Calcedonia lo que era el problema, el credo era aceptado, pero las reglas sobre el celibato y otros elementos que parecían afirmar la hegemonía romana eran una preocupación para los cristianos que vivían bajo el dominio sasánida y luego árabe. Más tarde, el Segundo Sínodo de Dvin celebrado en 551 también condenó el Concilio de Calcedonia.
En el Primer Concilio de Dvin celebrado en el 506, sin ratificar Calcedonia, las Iglesias caucásica albanesa, armenia y georgiana declararon la unidad doctrinal entre sí, así como con las Iglesias ortodoxas orientales y la iglesia católica. Concretamente, en este concilio, la Iglesia de Albania caucásica rechazó tanto el nestorianismo como la legitimidad y las condiciones del Cuarto Concilio Ecuménico de Calcedonia. A finales del siglo VI, las creencias nestorientales y calcedonianas eran lo suficientemente populares en la Albania caucásica como para provocar una carta de preocupación, fechada en algún momento entre los años 568 y 571, del catolicós armenio Hovhannes dirigida al obispo Vrtanes y al príncipe Mihr-Artashir de la provincia de Syunik. Alrededor de esa misma época, los representantes del Patriarca ortodoxo griego de Jerusalén promovían activamente las prácticas calcedonianas en la Albania caucásica. De hecho, es probable que debido a esa defensa y a la posible presión coercitiva, las diócesis de la Iglesia de Albania caucásica situadas en Jerusalén ya hubieran aceptado las prácticas calcedonianas y hubieran empezado a promoverlas en su país. Sin embargo, probablemente en la primera década del siglo VII, la Iglesia de Albania caucásica ya había vuelto a la comunión con la Iglesia apostólica armenia como una Iglesia ortodoxa oriental no calcedonia.
A finales del siglo VII, el catolicós Nerses intentó instalar los decretos calcedonios en la Albania caucásica. Según Kaghankatvatsí, Nerses era el obispo de Gardman que se adhirió al Concilio de Calcedonia, al igual que la reina-consorte de la Albania caucásica, Spram, la esposa de Varaz-Tiridates I. En el año 688, con la ayuda de Spram, Nerses logró ser nombrado patriarca, planeando poner al país en línea con la práctica de Calcedonia. Muchos miembros de la clase dirigente y del clero aceptaron sus ideas, mientras que aquellos que permanecieron leales a las enseñanzas originales de la Iglesia —incluyendo a Israel, Obispo de Mets Kolmanķ—, fueron objeto de represión. El crecimiento del calcedonismo fue contrario a los intereses de los árabes que se habían apoderado de la mayor parte del Cáucaso a principios del siglo VIII, porque aunque afirmaba la humanidad de Cristo, que los árabes acogían con agrado, el calcedonismo seguía siendo romano en esencia y, por lo tanto, su ratificación estaba asociada a las aspiraciones territoriales del Imperio bizantino. En 705, el clero anti-Calcedonia de la Albania caucásica convocó un consejo y anatematizó a Nerses y sus partidarios. Elías, catolicós de Armenia, siguió escribiendo una carta al califa Abd al-Málik notificándole la amenaza política que el calcedonismo representaba para la región. Abd al-Málik dispuso el arresto de Nerses y Spram, quienes fueron atados con grilletes y exiliados.
A la luz del hecho de que los líderes de la moderna Iglesia de Albania caucásica están considerando enviar a potenciales clérigos a estudiar en Rusia, su futuro puede estar con el deofísico del cristianismo ortodoxo oriental en lugar de la ortodoxia oriental.

### Liturgia
El idioma litúrgico de la Iglesia era probablemente una de las lenguas étnicas locales, muy probablemente el gargario o el albanés caucásico, que probablemente eran de hecho el mismo idioma. La Albania caucásica fue mencionada por Movsés Kaghankatvatsí como poseedora de su propia tradición literaria a partir del siglo V. En su carta a los cristianos persas en el año 506, Babgen I, catolicós de Armenia, afirmó que las tres iglesias del Cáucaso estaban ideológicamente unidas a pesar de que cada una tenía su propio idioma. El hecho de que los albaneses caucásicos probablemente utilizaran su propio idioma nacional como idioma litúrgico en su iglesia se desprende de un manuscrito bilingüe del palimpsesto georgiano/idioma udí, que data de no más del siglo VII y que fue descubierto en 1997 en el monasterio de Santa Catalina del Monte Sinaí por el historiador georgiano Zaza Aleksidze. Hacia la abolición de la autocefalia de la Iglesia, se estaba armenizando lingüísticamente cada vez más. Entre los factores que podrían haber contribuido a ello están las constantes incursiones de los kázaros y los «sin ley" que quemaban iglesias y con ellos gran parte de la literatura religiosa caucásica albanesa. En 1898-1902, por primera vez desde el año 705, los Evangelios fueron traducidos por Simón Bezhanov de Vartashen al idioma udí, descendiente directo de una de las lenguas tribales de la Albania caucásica.

### Jerarquía
El arzobispo era considerado la cabeza de la Iglesia de Albania caucásica, y tradicionalmente había sido ordenado por los armenios catolicós hasta el 590, cuando la Albania caucásica proclamó su propio patriarcado ordenado localmente. En general, la sede de los catolicós fue transmitida de tío a sobrino. Esto continuó hasta la abolición de la autocefalia de la Iglesia en el 706. La ciudad de Chola (posiblemente la actual Derbent, Rusia) había sido originalmente elegida para ser la sede de la Iglesia de Albania caucásica. Sin embargo, en el 551, debido a los saqueos de los "Khazars" (Kutrigurs) en la Albania caucásica, la sede del arzobispo fue transferida a Bərdə.
En varias fuentes, las diócesis de Bərdə, Amaras, Syuniķ —transferida temporalmente de la Iglesia Apostólica Armenia en el 590—, Utik, Balasakan, Gardman, Şəki, Kabalaka, Hasho, y Kolmanķ figuran como diócesis de la Iglesia de Albania caucásica.

### Lista de los catolicós caucásicos albaneses
El linaje fue establecido por el Apóstol San Eliseo, también conocido como Yeghishe (fallecido c. 79) y considerado el padre de la Iglesia de Albania caucásica. El linaje continuó con San Grigoris, el nieto de Gregorio I el Iluminador. Grigoris fue invitado por el rey albanés Urnayr a sentarse en el trono y continuó gobernando hasta el año 343, Urnayr se había convertido al cristianismo en manos de Gregorio el Iluminador. El linaje continuó hasta 1836, cuando fue abolido por las autoridades rusas y la posición de metropolitano se estableció a partir de esa fecha.